# Haverhill (Iowa)
Pour les articles homonymes, voir Haverhill.
Haverhill est une ville du comté de Marshall, en Iowa, aux États-Unis. Elle est fondée en 1882 et incorporée le 12 janvier 1968.

## Source de la traduction
- (en) Cet article est partiellement ou en totalité issu de l’article de Wikipédia en anglais intitulé « Haverhill, Iowa » (voir la liste des auteurs).